# XIII Liceum Ogólnokształcące w Szczecinie
XIII Liceum Ogólnokształcące – szkoła ponadpodstawowa w Szczecinie, najlepsze liceum w Polsce w latach 2004–2010 oraz 2016–2018.

## Historia
Szkoła powstała w 1991 na mocy porozumienia Rektora Uniwersytetu Szczecińskiego i kuratora oświaty. Od tego samego roku jest członkiem Towarzystwa Szkół Twórczych, do którego należy 30 liceów z całego kraju; szkoła prowadzi m.in. Międzyszkolne Koła Matematyczne. Przy szkole od 1999 działały klasy gimnazjalne w ramach Gimnazjum nr 16 w Szczecinie. Od 2011 patronat nad przedmiotami ścisłymi w liceum i gimnazjum sprawuje Politechnika Warszawska, dzięki czemu uczniowie biorą udział w obozach naukowych, na których zajęcia odbywają się w laboratoriach PW oraz uczestniczą w wykładach odbywających się w ramach Dni Politechniki Warszawskiej. Od 2014 patronat sprawuje Uniwersytet Szczeciński, w ramach którego m.in. zajęcia z niektórych przedmiotów prowadzą nauczyciele i lektorzy akademiccy, pracownicy naukowi US sprawują merytoryczną opiekę nad kołami przedmiotowymi, szczególnie uzdolnieni uczniowie uczestniczą w wykładach i ćwiczeniach na wybranych kierunkach studiów, uczniowie korzystają z bibliotek i czytelni uniwersyteckich, corocznie 6 najlepszych absolwentów „Trzynastki” jest przyjmowanych na studia na US z pominięciem procedury kwalifikacyjnej. Po reformie oświaty z 2017 także klasy siódme i ósme, a docelowo także młodsze klasy szkoły podstawowej w ramach Szkoły Podstawowej nr 6 w Szczecinie. 
Troje nauczycieli XIII Liceum Ogólnokształcącego: Marek Golka, Beata Bogdańska i Jolanta Konieczna posiada tytuł profesora oświaty.

## Sukcesy XIII LO
- 1. miejsce w ogólnopolskim rankingu szkół ponadgimnazjalnych miesięcznika Perspektywy i dziennika Rzeczpospolita[4] w latach 2004–2010 oraz 2016–2018[5][6]
- 1. miejsce w rankingu „Szkoły 15-lecia” [7]
- 1. miejsce w rankingu „Ranking XX-lecia”[8]
- W 2007 uczniowie XIII LO odkryli planetoidę 2007 TY172.

## Dyrektorzy
- Elżbieta Drelich (1991–1996)
- Cezary Urban – od 1996

## Znani absolwenci
- parlamentarzyści X kadencji: Dariusz Matecki i Karina Bosak.